# Krähenhecke
Krähenhecke (česky doslovně Vraní hnízdiště) je 385 m vysoký vrch na území města Neustadt in Sachsen (místní část Langburkersdorf) v zemském okrese Saské Švýcarsko-Východní Krušné hory v Sasku.

## Charakteristika
Vrch leží v německé části Šluknovské pahorkatiny (Lausitzer Bergland) a její mesogeochoře Západní hornolužická vrchovina (Westliches Oberlausitzer Bergland). Geologické podloží tvoří dvojslídý hybridní granodiorit, který byl v minulosti jihovýchodně od vrcholu těžen. Převládajícím půdním typem je podzolová kambizem. Při severním úpatí protéká Langburkersdorfský potok, který je považován za zdrojnici Polenze, a podél východního úpatí Treibbach, na kterém leží rybník Treibteich chráněný jako přírodní památka. Celý vrch tak náleží k povodí Labe a k úmoří Severního moře. Po východním svahu prochází státní silnice S 154 spojující Sebnitz s Neustadtem. Většina vrchu je zemědělsky využívána, vrcholová část je však zalesněna. Lesní porost je blízký přírodnímu lesu s dobře vyvinutými patry a převládají zde listnaté dřeviny jako javor klen (Acer pseudoplatanus), dub letní (Quercus robur) a dub zimní (Quercus petraea).